# Piemonte Volley 2002-2003
Questa voce raccoglie le informazioni riguardanti il Piemonte Volley nelle competizioni ufficiali della stagione 2002-2003.

## Stagione
La stagione 2002-2003 è per la società piemontese, sponsorizzata dalla Brebanca e dalla Noicom, la quattordicesima consecutiva nel massimo campionato italiano. Si decide di puntare sui giovani del vivaio: tornano a Cuneo, dopo alcune stagioni in prestito, Vencislav Simeonov e Daniele Sottile. Ferdinando De Giorgi si ritira dall'attività per ricoprire il solo ruolo di allenatore.
Il ridimensionamento porta a un campionato decisamente mediocre. La Noicom Brebanca Cuneo mantiene sempre una posizione di classifica medio-bassa, ottenendo in stagione regolare 37 punti, frutto di dodici vittorie e quattordici sconfitte. L'ottava posizione, ottenuta nel girone di andata e confermata fino alla fine, qualifica comunque i piemontesi sia alla Coppa Italia che ai play-off scudetto. L'avventura nei play-off termina però ai quarti di finale: la Sisley Treviso, vincitrice della stagione regolare, si impone facilmente in tre partite, terminate tutte con il risultato di 3-0.
Anche il cammino in Coppa Italia termina ai quarti di finale contro la Sisley Treviso, che anche stavolta ha facilmente la meglio sui cuneesi per 3-0.
La prima esperienza del Piemonte Volley nella massima competizione europea non è molto fortunata. La squadra viene eliminata nel girone eliminatorio, chiudendo terza dietro a ZAKSA Kędzierzyn-Koźle e Volejbol'nyj klub MGTU Moskva, con tre vittorie e tre sconfitte.
L'unica soddisfazione stagionale arriva dalla Supercoppa italiana, giocata a ottobre al PalaPanini di Modena. Contro i rivali della Pallavolo Modena la squadra cuneese si impone facilmente per 3-0, vincendo il trofeo per la terza volta.

## Organigramma societario
Area direttiva
- Presidente: Ezio Barroero
- Vicepresidente: Riccardo Giribaldi
- Vicepresidente: Marco Boglione (dal 04/10/2002)
- Vicepresidente tesserato: Andrea Caroni
- Vicepresidente tesserato: Livio Costamagna
- Segreteria generale: Giusy Bertolotto

Area organizzativa
- General manager: Giuseppe Cormio
- Responsabile settore giovanile: Enzo Prandi

Area comunicazione
- Addetto stampa: Daniela Groppi
- Relazioni esterne: Bruno Lubatti

Area marketing
- Direttore commerciale: Marco Pistolesi
- Responsabile marketing: Mattia Marenco

Area tecnica
- Allenatore: Ferdinando De Giorgi
- Allenatore in seconda: Roberto Serniotti
- Preparatore atletico: Ezio Bramard

Area sanitaria
- Medico: Giuliano Bergamasco
- Medico: Stefano Carando
- Medico: Emilio Lucidi
- Fisioterapista: Plamen Monev

## Rosa
| N. | Giocatore          | Ruolo | Data di nascita   | Nazionalità sportiva |
| -- | ------------------ | ----- | ----------------- | -------------------- |
| 1  | Simone Spescha     | S     | 20 giugno 1979    | Italia               |
| 2  | Mattia Rosso       | S/O   | 28 maggio 1985    | Italia               |
| 2  | Marco Ghibaudo     | C     | 16 settembre 1984 | Italia               |
| 3  | Frantz Granvorka   | S     | 10 marzo 1976     | Francia              |
| 4  | Daniele Sottile    | P     | 17 agosto 1979    | Italia               |
| 5  | Igor Omrčen        | C     | 26 settembre 1980 | Croazia              |
| 6  | Giovane Gávio      | S     | 7 settembre 1970  | Brasile              |
| 7  | Maikel Cardona     | C     | 16 novembre 1976  | Cuba                 |
| 9  | Pietro Rinaldi     | L     | 26 marzo 1972     | Italia               |
| 10 | Giordano Mattera   | P     | 29 agosto 1983    | Italia               |
| 11 | Vencislav Simeonov | O     | 3 febbraio 1977   | Italia               |
| 12 | Cristian Casoli    | S     | 27 gennaio 1975   | Italia               |
| 13 | Massimiliano Russo | C     | 30 giugno 1976    | Italia               |
| 15 | Cosimo Gallotta    | S     | 25 maggio 1977    | Italia               |

## Mercato
| Acquisti | Acquisti           | Acquisti      | Acquisti      |
| R.       | Nome               | da            | Modalità      |
| -------- | ------------------ | ------------- | ------------- |
| S        | Cosimo Gallotta    | Piacenza      | Fine prestito |
| S        | Frantz Granvorka   | Sempre Padova | Definitivo    |
| C        | Massimiliano Russo | Forlì         | Definitivo    |
| O        | Vencislav Simeonov | Gabeca        | Fine prestito |
| P        | Daniele Sottile    | Gabeca        | Fine prestito |

| Cessioni | Cessioni             | Cessioni           | Cessioni   |
| R.       | Nome                 | a                  | Modalità   |
| -------- | -------------------- | ------------------ | ---------- |
| P        | Manuel Coscione      | Sempre Padova      | Prestito   |
| P        | Ferdinando De Giorgi |                    | Ritirato   |
| C        | Francesco Ferrua     |                    | Ritirato   |
| S        | Sándor Kántor        | Panasonic Panthers | Definitivo |
| S        | Niccolò Lattanzi     | Marconi            | Definitivo |
| C        | Luigi Mastrangelo    | Lube               | Definitivo |
| S        | Tuomas Sammelvuo     | Piacenza           | Definitivo |
| S/O      | Andrea Sartoretti    | Trentino           | Definitivo |

- Lo schiacciatore-laterale Giovane Gávio è stato acquistato il 12 gennaio 2003.
- Il centrale Marco Ghibaudo è stato aggregato alla prima squadra dal settore giovanile il 5 gennaio 2003.
- Il palleggiatore Giordano Mattera è stato aggregato alla prima squadra dal settore giovanile.
- Lo schiacciatore-opposto Mattia Rosso è stato aggregato alla prima squadra dal settore giovanile.
- Lo schiacciatore Cosimo Gallotta viene ceduto alla Pallavolo Padova l'11 gennaio 2003.

## Risultati

### Serie A1

#### Girone d'andata
| 1ª giornata - 27 ottobre 2002 PalaOlimpia, Verona                           | API Verona        | 3 - 1 | Piemonte        | 25-21, 25-19, 20-25, 25-17        |
| 2ª giornata - 3 novembre 2002 Palasport di San Rocco Castagnaretta, Cuneo   | Piemonte          | 2 - 3 | Trentino        | 23-25, 25-21, 25-17, 24-26, 11-15 |
| 3ª giornata - 6 novembre 2002 PalaBianchini, Latina                         | Top Volley Latina | 3 - 1 | Piemonte        | 23-25, 25-21, 32-30, 25-20        |
| 4ª giornata - 10 novembre 2002 Palasport di San Rocco Castagnaretta, Cuneo  | Piemonte          | 0 - 3 | Treviso         | 18-25, 18-25, 10-25               |
| 5ª giornata - 28 novembre 2002 PalaPanini, Modena                           | Daytona           | 3 - 0 | Piemonte        | 25-20, 26-24, 25-22               |
| 6ª giornata - 20 novembre 2002 Palasport di San Rocco Castagnaretta, Cuneo  | Piemonte          | 0 - 3 | Milano          | 17-25, 14-25, 21-25               |
| 7ª giornata - 24 novembre 2002 Palasport di San Rocco Castagnaretta, Cuneo  | Piemonte          | 3 - 1 | Sempre Padova   | 24-26, 25-22, 25-22, 26-24        |
| 8ª giornata - 1º dicembre 2002 PalaFranzanti, Piacenza                      | Piacenza          | 1 - 3 | Piemonte        | 21-25, 30-28, 19-25, 17-25        |
| 9ª giornata - 8 dicembre 2002 Palasport di San Rocco Castagnaretta, Cuneo   | Piemonte          | 3 - 1 | Gabeca          | 25-18, 20-25, 25-15, 27-25        |
| 10ª giornata - 15 dicembre 2002 PalaEvangelisti, Perugia                    | Perugia           | 3 - 0 | Piemonte        | 25-22, 25-22, 25-20               |
| 11ª giornata - 22 dicembre 2002 Palasport di San Rocco Castagnaretta, Cuneo | Piemonte          | 3 - 1 | Dorica          | 25-19, 28-30, 25-21, 25-19        |
| 12ª giornata - 29 dicembre 2002 Palasport Fontescodella, Macerata           | Lube              | 1 - 3 | Piemonte        | 29-27, 17-25, 20-25, 19-25        |
| 13ª giornata - 5 gennaio 2003 Palasport di San Rocco Castagnaretta, Cuneo   | Piemonte          | 2 - 3 | 4 Torri Ferrara | 25-20, 25-23, 20-25, 20-25, 6-15  |

#### Girone di ritorno
| 1ª giornata - 12 gennaio 2003 Palasport di San Rocco Castagnaretta, Cuneo  | Piemonte        | 3 - 1 | API Verona        | 28-26, 21-25, 25-19, 25-14        |
| 2ª giornata - 18 gennaio 2003 PalaTrento, Trento                           | Trentino        | 3 - 1 | Piemonte          | 22-25, 25-21, 31-29, 25-23        |
| 3ª giornata - 26 gennaio 2003 Palasport di San Rocco Castagnaretta, Cuneo  | Piemonte        | 3 - 2 | Top Volley Latina | 25-21, 25-20, 25-27, 23-25, 15-12 |
| 4ª giornata - 9 febbraio 2003 PalaVerde, Villorba                          | Treviso         | 3 - 1 | Piemonte          | 20-25, 25-16, 26-24, 25-22        |
| 5ª giornata - 16 febbraio 2003 Palasport di San Rocco Castagnaretta, Cuneo | Piemonte        | 3 - 0 | Daytona           | 25-21, 25-21, 25-22               |
| 6ª giornata - 23 febbraio 2003 PalaLido, Milano                            | Milano          | 3 - 2 | Piemonte          | 25-21, 22-25, 25-23, 22-25, 15-13 |
| 7ª giornata - 1º marzo 2003 PalaFabris, Padova                             | Sempre Padova   | 2 - 3 | Piemonte          | 25-21, 25-19, 18-25, 21-25, 12-15 |
| 8ª giornata - 9 marzo 2003 Palasport di San Rocco Castagnaretta, Cuneo     | Piemonte        | 3 - 1 | Piacenza          | 22-25, 25-20, 25-21, 25-22        |
| 9ª giornata - 16 marzo 2003 PalaGeorge, Montichiari                        | Gabeca          | 2 - 3 | Piemonte          | 25-22, 19-25, 25-21, 23-25, 13-15 |
| 10ª giornata - 21 marzo 2003 Palasport di San Rocco Castagnaretta, Cuneo   | Piemonte        | 2 - 3 | Perugia           | 23-25, 22-25, 25-21, 25-22, 10-15 |
| 11ª giornata - 30 marzo 2003 PalaRossini, Ancona                           | Dorica          | 3 - 0 | Piemonte          | 25-20, 27-25, 25-23               |
| 12ª giornata - 2 aprile 2003 Palasport di San Rocco Castagnaretta, Cuneo   | Piemonte        | 3 - 1 | Lube              | 25-15, 25-20, 21-25, 25-14        |
| 13ª giornata - 5 aprile 2003 Palasport, Ferrara                            | 4 Torri Ferrara | 3 - 0 | Piemonte          | 25-23, 25-18, 25-23               |

#### Play-off scudetto
| Quarti di finale (gara 1) - 8 aprile 2003 Palasport di San Rocco Castagnaretta, Cuneo | Piemonte | 0 - 3 | Treviso  | 23-25, 17-25, 20-25 |
| Quarti di finale (gara 2) - 11 aprile 2003 PalaVerde, Villorba                        | Treviso  | 3 - 0 | Piemonte | 25-20, 27-25, 30-28 |
| Quarti di finale (gara 3) - 13 aprile 2003 PalaVerde, Villorba                        | Treviso  | 3 - 0 | Piemonte | 25-23, 25-19, 25-20 |

### Coppa Italia

#### Fase a eliminazione diretta
| Quarti di finale - 29 gennaio 2003 PalaTrento, Trento | Treviso | 3 - 0 | Piemonte | 25-19, 25-20, 25-19 |

### Champions League

#### Fase a gironi
| 1ª giornata - 5 dicembre 2002 Luzhniki Sports Palace Druzhba, Mosca               | MGTU Mosca | 3 - 2 | Piemonte   | 25-18, 21-25, 22-25, 25-20, 16-14 |
| 2ª giornata - 11 dicembre 2002 Palasport, La Spezia                               | Piemonte   | 2 - 3 | ZAKSA      | 20-25, 25-21, 13-25, 25-17, 10-15 |
| 3ª giornata - 19 dicembre 2002 Municipal Sport Center, Malaga                     | Málaga     | 2 - 3 | Piemonte   | 23-25, 25-20, 26-24, 19-25, 11-15 |
| 4ª giornata - 8 gennaio 2003 Palasport, La Spezia                                 | Piemonte   | 3 - 0 | Málaga     | 25-22, 25-22, 26-24               |
| 5ª giornata - 15 gennaio 2003 Hala Widowiskowo Sportowa Centrum, Dąbrowa Górnicza | ZAKSA      | 3 - 2 | Piemonte   | 27-29, 25-20, 19-25, 25-22, 16-14 |
| 6ª giornata - 22 gennaio 2003 Palasport, La Spezia                                | Piemonte   | 3 - 0 | MGTU Mosca | 29-27, 25-19, 25-21               |

### Supercoppa italiana
| Finale - 19 ottobre 2002 PalaPanini, Modena | Daytona | 0 - 3 | Piemonte | 18-25, 20-25, 15-25 |

## Statistiche

### Statistiche di squadra
| Competizione        | Punti | In casa | In casa | In casa | In trasferta | In trasferta | In trasferta | Totale | Totale | Totale |
| Competizione        | Punti | G       | V       | P       | G            | V            | P            | G      | V      | P      |
| ------------------- | ----- | ------- | ------- | ------- | ------------ | ------------ | ------------ | ------ | ------ | ------ |
| Serie A1            | 37    | 14      | 8       | 6       | 15           | 4            | 11           | 29     | 12     | 17     |
| Coppa Italia        | -     | -       | -       | -       | -            | -            | -            | 1      | 0      | 1      |
| Champions League    | 9     | 3       | 2       | 1       | 3            | 1            | 2            | 6      | 3      | 3      |
| Supercoppa italiana | -     | -       | -       | -       | -            | -            | -            | 1      | 1      | 0      |

G = partite giocate; V = partite vinte; P = partite perse

### Statistiche dei giocatori
| M. C. Cardona | 29 | 291 | 210 | 64 | 17 | 1 | 6  | 2 | 4 | 0 | 5 | 39 | Statistiche assenti | 1 | 8  | 7 | 1 | 0 | 36 | 344 | 219 | 69 | 17 |
| C. Casoli     | 28 | 198 | 171 | 15 | 12 | 1 | 1  | 0 | 0 | 1 | 5 | 44 | Statistiche assenti | 1 | 5  | 4 | 1 | 0 | 35 | 248 | 175 | 16 | 3  |
| C. Gallotta   | 11 | 67  | 60  | 6  | 1  | - | -  | - | - | - | 4 | 25 | Statistiche assenti | 1 | 3  | 3 | 0 | 0 | 16 | 95  | 63  | 6  | 1  |
| G. Gávio      | 16 | 152 | 131 | 15 | 6  | 1 | 4  | 2 | 2 | 0 | 2 | 14 | Statistiche assenti | - | -  | - | - | - | 19 | 170 | 133 | 17 | 6  |
| M. Ghibaudo   | 1  | 2   | 2   | 0  | 0  | - | -  | - | - | - | - | -  | Statistiche assenti | - | -  | - | - | - | 1  | 2   | 2   | 0  | 0  |
| F. Granvorka  | 20 | 171 | 137 | 17 | 17 | 1 | 2  | 2 | 0 | 0 | 6 | 59 | Statistiche assenti | 1 | 5  | 4 | 0 | 1 | 28 | 237 | 143 | 17 | 18 |
| G. Mattera    | 15 | 9   | 5   | 4  | 0  | 1 | 0  | 0 | 0 | 0 | 3 | 0  | Statistiche assenti | - | -  | - | - | - | 19 | 9   | 5   | 4  | 0  |
| I. Omrčen     | 27 | 267 | 183 | 52 | 32 | 1 | 10 | 9 | 1 | 0 | 6 | 66 | Statistiche assenti | 1 | 12 | 5 | 4 | 3 | 35 | 355 | 197 | 57 | 35 |
| P. Rinaldi    | 29 | -   | -   | -  | -  | 1 | -  | - | - | - | 6 | -  | Statistiche assenti | 1 | -  | - | - | - | 37 | -   | -   | -  | -  |
| M. Rosso      | 1  | 0   | 0   | 0  | 0  | - | -  | - | - | - | - | -  | Statistiche assenti | - | -  | - | - | - | 1  | 0   | 0   | 0  | 0  |
| M. Russo      | 26 | 50  | 29  | 21 | 0  | - | -  | - | - | - | 5 | 14 | Statistiche assenti | - | -  | - | - | - | 31 | 64  | 29  | 21 | 0  |
| V. Simeonov   | 27 | 469 | 379 | 44 | 46 | 1 | 9  | 8 | 1 | 0 | 5 | 97 | Statistiche assenti | 1 | 15 | 9 | 2 | 4 | 34 | 590 | 396 | 55 | 36 |
| D. Sottile    | 29 | 67  | 32  | 28 | 7  | 1 | 3  | 1 | 2 | 0 | 6 | 12 | Statistiche assenti | 1 | 4  | 2 | 2 | 0 | 37 | 86  | 35  | 32 | 7  |
| S. Spescha    | 26 | 87  | 75  | 10 | 2  | 1 | 3  | 3 | 0 | 0 | 5 | 23 | Statistiche assenti | - | -  | - | - | - | 32 | 113 | 78  | 10 | 2  |

P = presenze; PT = punti totali; AV = attacchi vincenti; MV = muri vincenti; BV = battute vincenti